# Manassès, fill de Josep
A l'Antic Testament, Manassès (en hebreu מְנַשֶּׁה בן-יוֹסֵף Mənasseh ben Yôsēp) és el primogènit de Safenat-Panèah (el nom egipci de Josep, fill del patriarca Jacob) i la noble egípcia Assenat, filla de Putifar.
Abans de morir, el seu avi Jacob el va adoptar com a fill i el beneí com a cap d'una de les futures tribus d'Israel, la tribu de Manassès.
Agafà una concubina cananea amb qui infantà:
- Asriel
- Maquir